# Леонхард Франк
Леонхард Франк (на немски: Leonhard Frank) е германски писател, автор на романи, разкази и пиеси.

## Биография
Леонхард Франк е роден през 1882 г. във Вюрцбург.
Изучава живопис и графика в Мюнхен. Получава признание с първия си роман „Разбойническа банда“ („Die Räuberbande“) (1914), за който още с излизането му получава литературната награда „Теодор Фонтане“.
По време на Първата световна война Франк живее от 1915 до 1918 г. в Швейцария, където пише поредица от пацифистки разкази, публикувани през 1917 г. под заглавието „Човекът е добър“ („Der Mensch ist gut“).
След войната се завръща в Германия и живее като писател на свободна практика. През 1928 г. е избран за член на Пруската академия на изкуствата в Берлин. Когато през 1933 г. на власт идват националсоциалистите, книгите му са публично изгорени, а той е изключен от Пруската академия. Франк трябва да емигрира за втори път. Отива отново в Швейцария, после в Лондон и Париж, накрая през 1940 г. с фалшив чешки паспорт бяга при авантюристични условия в САЩ. (Още през 1934 г. му е отнето германското гражданство.) През 1950 г. се завръща в Мюнхен. Там умира през 1961 г.

## Творчество
Най-значимите ранни новелистични творби на Леонхард Франк са „В последния вагон“ („Im letzten Wagen“) (1925) и „Карл и Ана“ („Karl und Anna“) (1926), като последната драматизира през 1929 г.
В Западна Германия писателят има затруднения като социалист. Едва през 1952 г. излиза автобиографичният му роман „Отляво, дето е сърцето“ („Links, wo das Herz ist“).
Романите и пиесите на Леонхард Франк са известни със сензационния си характер. Прозата му е компактна и строга. Този стил писателят използва ефективно, за да разработва любимата си тема – щетите, нанесени от буржоазното общество върху индивидуалния дух.

### Романи
- Die Räuberbande, 1914
- Der Bürger, 1924
- Das Ochsenfurter Männerquartett, 1927
- Bruder und Schwester, 1929
- Von drei Millionen drei, 1932
- Traumgefährten, 1936
- Mathilde, 1948
- Die Jünger Jesu, 1947
- Links, wo das Herz ist (autobiographischer Roman), 1952

Отляво, дето е сърцето, изд.: Народна култура, София (1961), прев. Стефан Станчев

### Новели
- Die Ursache, 1915
- Der Mensch ist gut, 1917
- Der Vater, 1918
- Die Mutter, 1919
- An der Landstraße, 1925
- Die Schicksalsbrücke, 1925:
  - Der Beamte
  - Zwei Mütter
- Im letzten Wagen, 1925, 1926
- Karl und Anna, 1926
- Der Streber u. a. Erzählungen, 1928
- Die Entgleisten, 1929
- Deutsche Novelle, 1954
- Das Portrait, 1954
- Berliner Liebesgeschichte, 1955
- Michaels Rückkehr, 1957
- Kurzgeschichten, 1961

### Пиеси
- Die Ursache, 1929
- Karl und Anna, 1929
- Hufnägel, 1930
- Der Außenseiter, 1937
- Maria, 1939
- Die Kurve 1955
- Die Hutdynastie, 1955
- Baccarat, 1957
- Ruth, 1960

### Разкази
- Der Hut
- Jahrmarkt
- Atmen
- Das Porträt
- Fünf Pfennige
- Emil Müller
- Der Heiratsvermittler
- Berliner Liebesgeschichte
- New Yorker Liebesgeschichte, 1946

## Награди и отличия (подбор)
- 1914: „Награда Теодор Фонтане“ für Die Räuberbande
- 1918: „Награда Клайст“ für Der Mensch ist gut (erst 1920 überreicht)
- 1928: Wahl zum Mitglied der Sektion Dichtkunst der Preußischen Akademie der Künste
- 1950: Wahl zum Mitglied der Deutschen Akademie für Sprache und Dichtung
- 1952: Silberne Stadtplakette der Stadt Würzburg
- 1953: „Нюрнбергска награда“
- 1955: „Национална награда на ГДР“ I. Klasse für Kunst und Literatur
- 1957: „Федерален орден за заслуги“
- 1957: Ehrendoktorwürde der Ost-Berliner Humboldt-Universität
- 1960: Tolstoi-Medaille